# Collegeville (Minnesota)
Collegeville è una comunità non incorporata degli Stati Uniti d'America della contea di Stearns nello Stato del Minnesota.
È sede della Saint John's Abbey, monastero benedettino della congregazione americana cassinese, e della Saint John's University.